# Port lotniczy Urgencz
Port lotniczy Urgencz – międzynarodowy port lotniczy położony w Urgenczu, w Uzbekistanie (Karakałpakstan). 

## Linie lotnicze i połączenia[1]
| Linia lotnicza      | Kierunek |
| ------------------- | --- |
| Aerofłot            | 1. Moskwa-Szeremietiewo |
| Azerbaijan Airlines | 1. Baku |
| Qanot Sharq         | 1. Madryt-Barajas |
| Red Wings           | 1. Machaczkała |
| S7 Airlines         | 1. Moskwa-Domodiedowo |
| Turkish Airlines    | 1. Stambuł |
| Uzbekistan Airways  | 1. Buchara 2. Mediolan-Malpensa 3. Moskwa-Wnukowo 4. Paryż-Charles de Gaulle 5. Petersburg 6. Rzym-Fiumicino 7. Stambuł 8. Taszkent |